# Elecciones presidenciales de Uruguay de 1860
Las elecciones presidenciales de 1860 fueron las séptimas elecciones presidenciales celebradas en el inestable Estado Oriental del Uruguay. Estas se realizaron el 1 de marzo de 1860 para elegir al presidente de la república en el período comprendido entre el 1 de marzo de 1860 al 1 de marzo de 1864.
Estas fueron las últimas elecciones presidenciales antes del inicio de la Guerra de la Triple Alianza y la última elección en la cual el Partido Nacional ganara el gobierno en el siglo XIX; teniendo este que esperar hasta 1958 para volver a ganar el gobierno.
Esta elección se realizó bajo las normas de la constitución de 1830, la cual establecía que el presidente de la república sería elegido mediante votación nominal por todos los miembros de la Asamblea General en una sesión permanente realizada el 1 de marzo, requiriéndose una pluralidad absoluta para ser investido en el cargo.

## Sistema Electoral
El sufragio solo lo ejercían los miembros de la asamblea general. El voto no era secreto, ya que los Diputados y Senadores tenían que firmar su balota.

## Resultados
| Candidato                                                 | Partido                     | Votos | %     |
| --------------------------------------------------------- | --------------------------- | ----- | ----- |
| Bernardo Prudencio Berro                                  | Partido Blanco (Fusionista) | 47    | 92.16 |
| Otros (Diego Lamas, Juan Francisco Giró, Bernabé Caravia) | Partido Blanco              | 4     | 7.84  |
| Total                                                     | Total                       | 51    | 100   |
| Fuente:                                                   |                             |       |       |

## Consecuencias

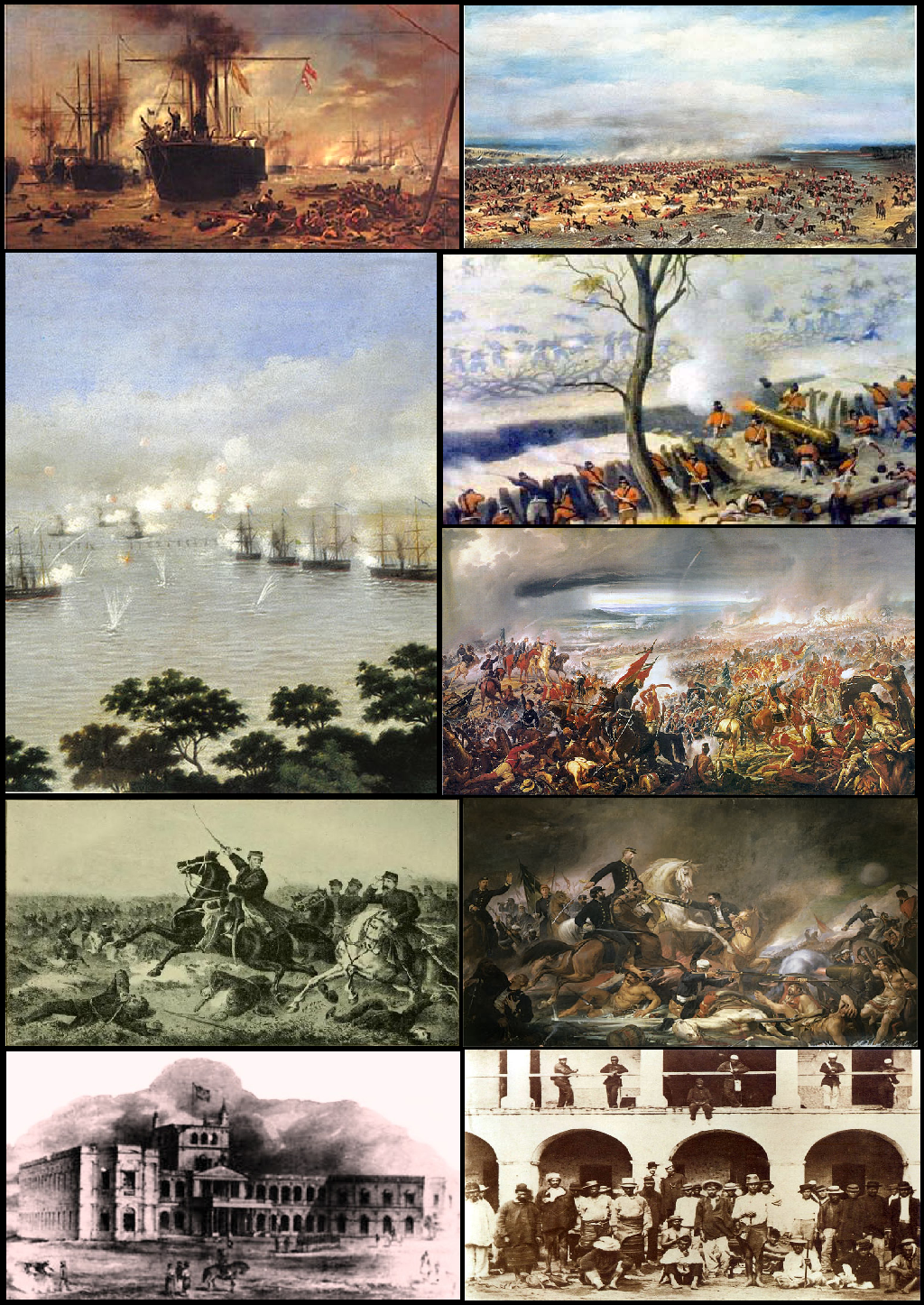

Posteriormente; el Gobierno de Berro acabaría de forma caótica su mandato, ya que las elecciones presidenciales de 1864 no se pudieron realizar debido a la Cruzada Libertadora y por ende el gobierno quedó en manos de Atanasio Cruz Aguirre; el cual se enfrentaría a Brasil; esto posteriormente desencadenaría la Guerra de la Triple Alianza.